# All Star Game maschile di pallavolo 1994
L'All Star Game maschile di pallavolo 1994 fu la 5ª edizione della manifestazione organizzata dalla FIPAV.

## Regolamento
Alla manifestazione presero parte due squadre create apposta per l'evento, i Red Stars e i White Stars.
Queste due squadre sono composte, in questa edizione, dai giocatori stranieri e italiani presenti nel campionato italiano 1994-1995.
Venne disputata una partita unica. La gara si svolse a Milano, sede della manifestazione.